# Province de Neiva
1550–1861
Entités précédentes :
- Tierra Firme (1610)

Entités suivantes :
- État fédéral de Cundinamarca (1857)
- État fédéral de Tolima (1861)

La province de Neiva, ou gouvernorat de Neiva durant la domination espagnole, était une entité administrative et politique de la Nouvelle-Grenade. Elle fut créée en 1610 et dissoute en 1861. Sa capitale était Neiva.

## Histoire
La province de Mariquita est initialement un gouvernorat de la vice-royauté de Nouvelle-Grenade (entité coloniale espagnole recouvrant le nord de l'Amérique du Sud).
Après l'indépendance, la province est intégrée à la Grande Colombie, au sein du département de Cundinamarca. 
Après la dissolution de cette dernière, la province fait partie de la république de Nouvelle-Grenade. 
En 1857, la province fusionne avec les provinces de Mariquita, Bogota, Tequendama (es) et Zipaquirá pour former l'État fédéral de Cundinamarca.
En 1861, les provinces de Mariquita et Neiva font sécession et deviennent l'État fédéral de Tolima.

La province de Neiva en 1810
La province de Neiva en 1855